# خوان خوسيه كاستيلو
خوان خوسيه كاستيلو (بالإسبانية: Juan José Castillo Colindres)‏ (12 أكتوبر 1980 بجالابا في غواتيمالا - ) هو لاعب كرة قدم غواتيمالي في مركز الوسط. شارك مع منتخب غواتيمالا لكرة القدم. أما مع النوادي، فقد لعب مع ميونيسيبال ونادي جالابا ‏ وHeredia Jaguares de Peten ‏ وUniversidad SC ‏.

## وصلات خارجية
- خوان خوسيه كاستيلو على موقع قاعدة بيانات كرة القدم.إي يو (الإنجليزية)